# 10 (Drillionaire)
| Recensione | Giudizio |
| ---------- | -------- |
| Newsic     | 6,50/10  |
| Rockol     | 5,5/10   |

10 è il primo album in studio del DJ producer italiano Drillionaire, pubblicato il 30 giugno 2023.

## Descrizione
Drillionaire ha raccontato il significato dell'album in un annuncio tramite i propri profili social:

## Promozione
L'album è stato annunciato sul profilo Instagram di Drillionaire il 22 giugno 2023 e due giorni dopo è stato pubblicato il singolo estratto Bon ton. Il 27 giugno è uscito un trailer in cui vengono presentati gli artisti featuring dell'album e in cui è presente il seguente monologo, narrato dal telecronista calcistico Fabio Caressa e dal rapper Marracash:
Il 28 giugno, infine, è stata pubblicata la lista tracce su La Gazzetta dello Sport.

## Tracce
1. Parole (feat. Noemi, Lazza, Tedua e Marracash) – 4:16 (testo: Fabio Rizzo, Jacopo Lazzarini, Mario Molinari, Fabrizio Mobrici – musica: Diego Vincenzo Vettraino, Fabrizio Mobrici)
2. Bon ton (feat. Lazza, Blanco, Sfera Ebbasta e Michelangelo) – 3:58 (testo: Gionata Boschetti, Jacopo Lazzarini, Riccardo Fabbriconi – musica: Diego Vincenzo Vettraino, Edwyn Roberts, Gionata Boschetti, Jacopo Lazzarini, Michele Zocca, Riccardo Fabbriconi)
3. Yalla (feat. Guè e Marracash) – 3:17 (testo: Cosimo Fini, Fabio Rizzo, Gionata Boschetti)
4. Fashion (feat. Anna, Lazza, Tony Effe e Benny Benassi) – 3:02 (testo: Anna Pepe, Jacopo Lazzarini, Nicolò Rapisarda, Marco Benassi – musica: Diego Vincenzo Vettraino, Alessandro Benassi, Andrea Mazzantini, Samuel Gori)
5. 90 Special (feat. Sfera Ebbasta e Shiva) – 2:53 (testo: Andrea Arrigoni, Davide Petrella, Gionata Boschetti, Cesare Cremonini – musica: Diego Vincenzo Vettraino, Cesare Cremonini, Luca Faraone)
6. Proibito (feat. Taxi B, Mahmood e Fabri Fibra) – 2:37 (testo: Alessandro Mahmoud, Michele Ballabene, Fabrizio Tarducci)
7. Upper (feat. Thasup e Shiva) – 3:17 (testo: Andrea Arrigoni, Davide Mattei – musica: Diego Vincenzo Vettraino, Pasquale Renella)
8. Chiama (feat. Salmo e Capo Plaza) – 2:50 (testo: Luca D'Orso, Maurizio Pisciottu – musica: Diego Vincenzo Vettraino, Luca Faraone, Michael Bryan Tigua Fiallos)
9. Pelota (feat. Tony Effe e Guè) – 2:53 (testo: Cosimo Fini, Nicolò Rapisarda – musica: Diego Vincenzo Vettraino, Michael Bryan Tigua Fiallos)
10. 10 (feat. Sfera Ebbasta e Lazza) – 3:30 (testo: Gionata Boschetti, Jacopo Lazzarini)
11. Desolé (feat. Rhove e Geolier) – 2:45 (testo: Emanuele Palumbo, Samuel Roveda – musica: Diego Vincenzo Vettraino, Emanuele Fasano)

## Classifiche

### Classifiche settimanali
| Classifica (2023) | Posizione massima |
| ----------------- | ----------------- |
| Italia            | 2                 |
| Svizzera          | 13                |

### Classifiche di fine anno
| Classifica (2023) | Posizione |
| ----------------- | --------- |
| Italia            | 13        |
| Classifica (2024) | Posizione |
| Italia            | 48        |